# Gran Premi de França de Motocròs 500cc
|  | Per a altres significats, vegeu «Gran Premi de França de Motocròs». |

El Gran Premi de França de Motocròs en la cilindrada de 500cc (en francès, Grand Prix de France de Moto-Cross 500cc), abreujat GP de França de 500cc, fou una prova internacional de motocròs que es va celebrar anualment a França entre el 1952 i el 2003, és a dir, des de la primera edició del Campionat d'Europa fins al final del Campionat del Món d'aquesta cilindrada (el 2004, la històrica categoria de 500cc fou reconvertida a la ja desapareguda MX3). Anomenat inicialment només "Gran Premi de França de Motocròs", no fou fins a la creació de la Copa d'Europa de 250cc, el 1957, quan se'l va començar a conèixer amb l'afegitó de la cilindrada ("Gran Premi de França de Motocròs de 500cc") per tal de diferenciar-lo del Gran Premi de França de Motocròs de 250cc, amb el qual convisqué des d'aleshores en circuits i dates separats.
El Gran Premi tingué una gran rotació geogràfica per tot França i, al llarg dels anys, s'arribà a disputar en un total de 29 escenaris diferents. Els que més es varen repetir només arribaren a un màxim de tres edicions i varen ser els de Thouars, Ernée, Gaillefontaine, Montreuil, Pèrnas dei Fònts, Saint-Jean-d'Angély i Vesoul. També la data de celebració en va anar variant, per bé que la més habitual va ser al mes de maig.

## Edicions
| Població                      | Departament      | Regió                     | Territori històric | Data usual      | De   | A    | Edicions |
| ----------------------------- | ---------------- | ------------------------- | ------------------ | --------------- | ---- | ---- | -------- |
| Bellême                       | Orne             | Normandia                 | -                  | Al juliol       | 1968 | 1968 | 1        |
| Blargies                      | Oise             | Alts de França            | -                  | Al juny         | 1994 | 1994 | 1        |
| Brou                          | Eure i Loir      | Centre-Vall del Loira     | -                  | Al maig         | 1984 | 1990 | 2        |
| Castèlnòu de Lèvis            | Tarn i Garona    | Occitània                 | Occitània          | A l'abril-maig  | 1991 | 1999 | 2        |
| Château-du-Loir               | Sarthe           | País del Loira            | -                  | Al juliol       | 1986 | 1986 | 1        |
| Cuçac                         | Cantal           | Alvèrnia-Roine-Alps       | Occitània          | Al juliol       | 1992 | 1992 | 1        |
| Ernée                         | Mayenne          | País del Loira            | -                  | A l'estiu       | 1998 | 2003 | 3        |
| Gaillefontaine                | Sena Marítim     | Normandia                 | -                  | Al maig         | 1974 | 1980 | 3        |
| Ilfentig                      | Ille i Vilaine   | Bretanya                  | Bretanya           | Al juny-juliol  | 1983 | 200  | 2        |
| Jonzac                        | Charente Marítim | Nova Aquitània            | -                  | Al maig         | 1961 | 1961 | 1        |
| Kassel                        | Nord             | Alts de França            | Flandes francès    | Al maig         | 1958 | 1958 | 1        |
| Kersaout                      | Costes del Nord  | Bretanya                  | Bretanya           | Al maig         | 1972 | 1972 | 1        |
| La Guépia                     | Tarn i Garona    | Occitània                 | Occitània          | Al juliol-agost | 1969 | 1997 | 2        |
| La Vaur                       | Tarn             | Occitània                 | Occitània          | Al juny         | 1975 | 1975 | 1        |
| Lió                           | Metròpoli de Lió | Alvèrnia-Roine-Alps       | Arpitània          | Al maig         | 1953 | 1953 | 1        |
| Mayenne                       | Mayenne          | País del Loira            | -                  | Al maig         | 1959 | 1959 | 1        |
| Metz (Buttes de Rozérieulles) | Mosel·la         | Gran Est                  | Lorena             | Al juny         | 1981 | 1981 | 1        |
| Montreuil                     | Sena Saint-Denis | Illa de França            | -                  | Al setembre     | 1952 | 1957 | 3        |
| Niort                         | Deux-Sèvres      | Nova Aquitània            | -                  | Al juliol       | 1967 | 1967 | 1        |
| Pèrnas dei Fònts              | Valclusa         | Provença-Alps-Costa Blava | Occitània          | A l'abril       | 1962 | 1987 | 3        |
| Plomion                       | Aisne            | Alts de França            | -                  | Al maig         | 1996 | 1996 | 1        |
| Rouen                         | Sena Marítim     | Normandia                 | -                  | Al juny         | 1956 | 1956 | 1        |
| Saint-Jean-d'Angély           | Charente Marítim | Nova Aquitània            | -                  | Variable        | 1989 | 2002 | 3        |
| Saint Quentin                 | Aisne            | Alts de França            | -                  | Al maig         | 1963 | 1963 | 1        |
| Sulieg                        | Loira Atlàntic   | País del Loira            | Bretanya           | Al maig         | 1964 | 1964 | 1        |
| Tarare                        | Roine            | Alvèrnia-Roine-Alps       | -                  | A l'abril       | 1965 | 1973 | 2        |
| Thouars                       | Deux-Sèvres      | Nova Aquitània            | -                  | A l'abril       | 1979 | 1985 | 2        |
| Vesoul                        | Alt Saona        | Borgonya-Franc Comtat     | -                  | Al maig         | 1955 | 1970 | 3        |
| Villars-sous-Écot             | Doubs            | Borgonya-Franc Comtat     | -                  | A l'abril       | 1982 | 1982 | 1        |
| Total                         | 29               |                           |                    |                 |      |      | 47       |

Noms en francès
1. ↑  Castelnau de Levis
2. ↑  Cussac
3. ↑  Iffendic
4. ↑  Cassel
5. ↑  Corseul
6. ↑  Laguépie
7. ↑  Lavaur
8. ↑  Lyon
9. ↑  Pernes Les Fontaines
10. ↑  Sucé-sur-Erdre

## Palmarès
Font:
| Edició  | Any  | Lloc                | Data              | Guanyador       | Guanyador     |
| ------- | ---- | ------------------- | ----------------- | --------------- | ------------- |
| I       | 1952 | Montreuil           | 6-7 de setembre   | Victor Leloup   | FN            |
| II      | 1953 | Lió                 | 30-31 de maig     | Auguste Mingels | FN            |
| III     | 1954 | Montreuil           | 11-12 de setembre | René Baeten     | Saroléa       |
| IV      | 1955 | Vesoul              | 21-22 de maig     | Leslie Archer   | Norton        |
| V       | 1956 | Rouen               | 9-10 de juny      | Leslie Archer   | Norton        |
| VI      | 1957 | Montreuil           | 18-19 de maig     | Leslie Archer   | Norton ACT    |
| VII     | 1958 | Kassel              | 17-18 de maig     | John Draper     | BSA           |
| VIII    | 1959 | Mayenne             | 16-17 de maig     | Leslie Archer   | Norton ACT    |
| IX      | 1960 | Vesoul              | 14-15 de maig     | Rolf Tibblin    | Husqvarna     |
| X       | 1961 | Jonzac              | 27-28 de maig     | Sten Lundin     | Lito          |
| XI      | 1962 | Pèrnas dei Fònts    | 19-20 de maig     | Rolf Tibblin    | Husqvarna     |
| XII     | 1963 | Saint Quentin       | 25-26 de maig     | Rolf Tibblin    | Husqvarna     |
| XIII    | 1964 | Sulieg              | 30-31 de maig     | Rolf Tibblin    | Hedlund       |
| XIV     | 1965 | Tarare              | 24-25 d'abril     | Jeff Smith      | BSA           |
|         | 1966 | No es disputà       | No es disputà     | No es disputà   | No es disputà |
| XV      | 1967 | Niort               | 8-9 de juliol     | Paul Friedrichs | ČZ            |
| XVI     | 1968 | Bellême             | 20-21 de juliol   | John Banks      | BSA           |
| XVII    | 1969 | La Guépia           | 16-17 d'agost     | Bengt Åberg     | Husqvarna     |
| XVIII   | 1970 | Vesoul              | 9-10 de maig      | Arne Kring      | Husqvarna     |
|         | 1971 | No es disputà       | No es disputà     | No es disputà   | No es disputà |
| XIX     | 1972 | Kersaout            | 20-21 de maig     | Paul Friedrichs | ČZ            |
| XX      | 1973 | Tarare              | 31m-1 d'abril     | Gerrit Wolsink  | Maico         |
| XXI     | 1974 | Gaillefontaine      | 4-5 de maig       | Heikki Mikkola  | Husqvarna     |
| XXII    | 1975 | La Vaur             | 14-15 de juny     | Roger De Coster | Suzuki        |
| XXIII   | 1976 | Pèrnas dei Fònts    | 10-11 d'abril     | Adolf Weil      | Maico         |
|         | 1977 | No es disputà       | No es disputà     | No es disputà   | No es disputà |
| XXIV    | 1978 | Gaillefontaine      | 29-30 d'abril     | Heikki Mikkola  | Yamaha        |
| XXV     | 1979 | Thouars             | 28-29 d'abril     | Brad Lackey     | Kawasaki      |
| XXVI    | 1980 | Gaillefontaine      | 3-4 de maig       | André Malherbe  | Honda         |
| XXVII   | 1981 | Metz                | 14-15 de juny     | Brad Lackey     | Suzuki        |
| XXVIII  | 1982 | Villars-sous-Écot   | 24-25 d'abril     | André Malherbe  | Honda         |
| XXIX    | 1983 | Ilfentig            | 2-3 de juliol     | André Malherbe  | Honda         |
| XXX     | 1984 | Brou                | 12-13 de maig     | André Malherbe  | Honda         |
| XXXI    | 1985 | Thouars             | 20-21 d'abril     | Danny Chandler  | KTM           |
| XXXII   | 1986 | Château-du-Loir     | 5-6 de juliol     | Georges Jobé    | Kawasaki      |
| XXXIII  | 1987 | Pèrnas dei Fònts    | 11-12 d'abril     | Dave Thorpe     | Honda         |
|         | 1988 | No es disputà       | No es disputà     | No es disputà   | No es disputà |
| XXXIV   | 1989 | Saint-Jean-d'Angély | 15-16 d'abril     | Dave Thorpe     | Honda         |
| XXXV    | 1990 | Brou                | 12-13 de maig     | Jeff Leisk      | Honda         |
| XXXVI   | 1991 | Castèlnòu de Lèvis  | 11-12 de maig     | Paul Malin      | Kawasaki      |
| XXXVII  | 1992 | Cuçac               | 11-12 de juliol   | Georges Jobé    | Honda         |
|         | 1993 | No es disputà       | No es disputà     | No es disputà   | No es disputà |
| XXXVIII | 1994 | Blargies            | 25-26 de juny     | Marcus Hansson  | Honda         |
| XXXIX   | 1995 | Saint-Jean-d'Angély | 17-18 de juny     | Joël Smets      | Husaberg      |
| XL      | 1996 | Plomion             | 4-5 de maig       | Shayne King     | KTM           |
| XLI     | 1997 | La Guépia           | 19-20 de juliol   | Darryl King     | Husqvarna     |
| XLII    | 1998 | Ernée               | 18-19 de juliol   | Joël Smets      | Husaberg      |
| XLIII   | 1999 | Castèlnòu de Lèvis  | 10-11 d'abril     | Yves Demaria    | Husqvarna     |
| XLIV    | 2000 | Ilfentig            | 24-25 de juny     | Joël Smets      | KTM           |
| XLV     | 2001 | Ernée               | 14-15 de juny     | Stefan Everts   | Yamaha        |
| XLVI    | 2002 | Saint-Jean-d'Angély | 11-12 de maig     | Stefan Everts   | Yamaha        |
| XLVII   | 2003 | Ernée               | 13-14 de setembre | Stefan Everts   | Yamaha        |

Notes
1. ↑  Del 1957 al 1958, el GP de França de 500cc ho fou alhora de 250cc i puntuà per a la Copa d'Europa de la cilindrada. Aquesta taula reflecteix només els resultats de la categoria de 500cc/650cc.
2. ↑  Del 2001 al 2003, el GP de França ho fou alhora de 125, 250 i 500cc, tot i que aquest darrer any els 250cc es conegueren com a Motocross GP i els 500cc com a 650cc. Aquesta taula reflecteix només els resultats de la categoria de 500cc/650cc.
3. ↑  El 2003, els 500cc es conegueren com a 650cc.

## Estadístiques
S'han considerat tots els resultats compresos entre el 1952 i el 2003.

### Guanyadors múltiples
| Pilot           | Victòries |
| --------------- | --------- |
| Leslie Archer   | 4         |
| Rolf Tibblin    | 4         |
| André Malherbe  | 4         |
| Stefan Everts   | 3         |
| Joël Smets      | 3         |
| Paul Friedrichs | 2         |
| Heikki Mikkola  | 2         |
| Brad Lackey     | 2         |
| Georges Jobé    | 2         |
| Dave Thorpe     | 2         |

### Victòries per país
| País          | Victòries |
| ------------- | --------- |
| Bèlgica       | 16        |
| Regne Unit    | 10        |
| Suècia        | 8         |
| Estats Units  | 3         |
| RDA           | 2         |
| Finlàndia     | 2         |
| Nova Zelanda  | 2         |
| RFA           | 1         |
| Països Baixos | 1         |
| França        | 1         |
| Austràlia     | 1         |
| Total         | 47        |

### Victòries per marca
| Marca     | Victòries |
| --------- | --------- |
| Honda     | 9         |
| Husqvarna | 8         |
| Yamaha    | 4         |
| Norton    | 4         |
| Kawasaki  | 3         |
| KTM       | 3         |
| BSA       | 3         |
| Suzuki    | 2         |
| Husaberg  | 2         |
| Maico     | 2         |
| ČZ        | 2         |
| FN        | 2         |
| Hedlund   | 1         |
| Lito      | 1         |
| Saroléa   | 1         |
| Total     | 47        |